# No Security
No Security è l'ottavo album dal vivo dei Rolling Stones. Fu registrato durante il Bridges to Babylon world Tour 1997/98 e pubblicato il 2 novembre del 1998.

## Tracce
1. Intro – 0:50 (Mick Jagger, Keith Richards)
2. You got me rocking (Amsterdam Arena, 6 Luglio 1998) – 3:26 (Mick Jagger, Keith Richards)
3. Gimme Shelter (MTV 10 Spot 25 Ottobre 1997) – 6:22 (Mick Jagger, Keith Richards)
4. Flip the switch (Amsterdam Arena, 1 Luglio 1998) – 4:12 (Mick Jagger, Keith Richards)
5. Memory Motel (Amsterdam Arena, 5 Luglio 1998) – 6:05 (Mick Jagger, Keith Richards)
6. Corinna (TWA Dome, St-Louis, MO, 12 Dicembre 1997) – 4:17 (Taj Mahal, Jesse Ed Davis)
7. Saint of me (River Plate Stadium Buenos Aires, 4 Aprile 1998) – 5:25 (Mick Jagger, Keith Richards)
8. Waiting on a friend (WA Dome, St-Louis, MO, 12 Dicembre 1997) – 5:02 (Mick Jagger, Keith Richards)
9. Sister Morphine (Amsterdam Arena, 6 Luglio 1998) – 6:16 (Mick Jagger, Keith Richards, Marianne Faithfull)
10. Live with Me (Amsterdam Arena, 1 Luglio 1998) – 3:54 (Mick Jagger, Keith Richards)
11. Respectable (Amsterdam Arena, 5 Luglio 1998) – 3:35 (Mick Jagger, Keith Richards)
12. I just want to make love to you (Amsterdam Arena, 1 Luglio 1998, solo nell'edizione giapponese) – 5:19 (Willie Dixon)
13. Thief in the night (Zeppelinfeld Nuremberg, 13 Giugno 1998) – 5:37 (Mick Jagger, Keith Richards, Pierre de Beauport)
14. The last time (TWA Dome, St-Louis, MO, 12 Dicembre 1997) – 4:47 (Mick Jagger, Keith Richards)
15. Out of control (River Plate Stadium Buenos Aires, 4 Aprile 1998) – 7:59 (Mick Jagger, Keith Richards)

## Formazione
- Mick Jagger - voce e armonica a bocca
- Keith Richards - chitarra e voce
- Ronnie Wood - chitarra
- Charlie Watts - batteria

### Altri musicisti
- Michael Davis – trombone
- Lisa Fischer – cori
- Bernard Fowler – cori
- Darryl Jones – chitarra basso
- Bobby Keys – sassofono
- Chuck Leavell – tastiere
- Taj Mahal – duetto in Corinna
- Dave Matthews – duetto in Memory Motel
- Joshua Redman – sassofono in Waiting on a Friend
- Kent Smith – tromba
- Andy Snitzer – sassofono
- Leah Wood – cori Thief in the Night

## Posizioni classifica
Album
| Anno | Classifica        | Posizione |
| ---- | ----------------- | --------- |
| 1998 | UK Top 75 Albums  | 67        |
| 1998 | The Billboard 200 | 34        |

Singoli
| Anno | Singolo       | Classifica             | Posizione |
| ---- | ------------- | ---------------------- | --------- |
| 1998 | Gimme Shelter | Mainstream Rock Tracks | 29        |